# Eurypharynx pelecanoides
L'anguilla pellicano (Eurypharynx pelecanoides Vaillant, 1882) è un pesce abissale, unico rappresentante della famiglia Eurypharyngidae.

## Descrizione
La caratteristica principale di questo pesce è l'enorme bocca, formata da un'incredibile apertura mascellare (fino a 60 cm di larghezza) che usa per raccogliere i piccoli organismi di cui si nutre. Per la sua forma scarsamente idrodinamica e la costituzione fragile, certamente non è in grado di nuotare in modo veloce per catturare le sue prede. Probabilmente resta in agguato, attirando le prede con un organo luminescente situato all'estremità caudale del corpo. Può raggiungere la lunghezza di 1,8 m.

## Biologia

### Riproduzione
Oviparo, si riproduce soltanto una volta nella vita.

### Alimentazione
È specie cacciatrice: si nutre di cefalopodi, invertebrati abissali e pesci.

## Distribuzione e habitat
L'anguilla pellicano è diffusa in tutte le acque tropicali e temperate del globo, Mediterraneo escluso.
Vive a profondità comprese tra i 500 e i 7.500 m.